# M-16 (Pakistan)

De M-16 of Swat Motorway (Urdu:سوات موٹر وے, Pasjtoe: سوات بزرگراه ) is een autosnelweg in Pakistan. De M-16 wordt 160 kilometer lang. Het eerste deel van de snelweg (M-1 tot Hashdara) werd geopend in 2019, en wordt verlengd tot Fatehpur.
M-1 ·
M-2 ·
M-3 ·
M-4 ·
M-5 ·
M-6 ·
M-7 ·
M-8 ·
M-9 ·
M-10 ·
M-11 ·
M-12 ·
M-13 ·
M-14 ·
M-15 ·
M-16 ·
L-20